# Amelie Kober
Amelie Kober (Bad Aibling, Njemačka, 16. studenog 1987.) je njemačka snowboardašica.
Na Olimpijadi u Torinu 2006. bila je najmlađa natjecateljica u disciplini paralelnog veleslaloma. Ondje je unatoč lošem rezultatu u četvrtfinalu uspjela uhvatiti priključak te se plasirati u polufinale i samo finale, osvojivši srebro.
U disciplini paralelnog slaloma, Anke je na Zimskim olimpijskim igrama u Sočiju 2014. osvojila brončanu medalju.

## Privatni život
Tijekom interviewa kojeg je dala nakon polufinala na Olimpijadi u Vancouveru 2010., Amelie je objavila vijest da je trudna i da će zbog toga propustiti sezonu.
Amelie Kober radi kao policajka.

## Olimpijske igre

### OI 2006. Torino
| Torino 2006. Finale - paralelni veleslalom | Torino 2006. Finale - paralelni veleslalom | Torino 2006. Finale - paralelni veleslalom |
| RANG                                       | Natjecatelj                                |                                            |
| ------------------------------------------ | ------------------------------------------ | ------------------------------------------ |
|                                            | Daniela Meuli                              |                                            |
|                                            | Amelie Kober                               |                                            |
|                                            | Rosey Fletcher                             |                                            |

### OI 2014. Soči
| Soči 2014. Finale - paralelni slalom | Soči 2014. Finale - paralelni slalom | Soči 2014. Finale - paralelni slalom |
| RANG                                 | Natjecatelj                          |                                      |
| ------------------------------------ | ------------------------------------ | ------------------------------------ |
|                                      | Julia Dujmovits                      |                                      |
|                                      | Anke Karstens                        |                                      |
|                                      | Amelie Kober                         |                                      |

## Vanjske poveznice
- Službena web stranica Amelie Kober